# ルイ＝ド・ドゥ・ランクザン
ルイ＝ド・ドゥ・ランクザン（Louis-Do de Lencquesaing、1963年12月25日 - ）は、フランスの俳優。

## 出演作品
- あの夏の子供たち Le père de mes enfants (2009) - グレゴワール・カンヴェル
- ヴィオレッタ My Little Princess (2011) - アントワーヌ・デュピュイ（編集者）
- ジュリエット・ビノシュ in ラヴァーズ・ダイアリー Elles (2011) - パトリック ※日本劇場未公開、WOWOWで放送
- ある朝突然、スーパースター Superstar (2012) - ジャン＝バプティスト ※日本劇場未公開、WOWOWで放送
- パレス・ダウン Taj Mahal (2015) - ルイーズ（主人公）の父
- フランコフォニア ルーヴルの記憶 Francofonia (2015) - ジャック・ジョジャール（フランス語版）（ルーヴル美術館長） ※主演
- めぐりあう日 Je vous souhaite d'être follement aimée (2015) - アレックス（主人公の夫）
- ザ・ダンサー La Danseuse (2016) - アルマン・デュポンシェル（オペラ座の監督）
- ライオンは今夜死ぬ Le lion est mort ce soir (2017) - 映画監督
- ハイエナたちの報酬 絶望の一夜 Money (2017) - サミュエル・メルシエ